# Monety kolekcjonerskie III Rzeczypospolitej
Monety kolekcjonerskie III Rzeczypospolitej – monety posiadające obiegowy status prawny, emitowane przez Narodowy Bank Polski od 1990 roku z umieszczonymi na awersie nazwą państwa „Rzeczpospolita Polska” oraz godłem w postaci orła w koronie, emitowane z rewersami poświęconymi wybranym tematom kolekcjonerskim, bite najczęściej w metalach szlachetnych, w podwyższonym standardzie w stosunku do monet powszechnego obiegu (np. stemplem lustrzanym), najczęściej wprowadzane do obiegu kolekcjonerskiego w cenach przekraczających ich nominał. Monety te są kontynuacją kolekcjonerskiej działalności emisyjnej Narodowego Banku Polskiego rozpoczętej w okresie PRL w 1972 r.
Ze względu na przesunięcie w czasie o pięć lat zmiany polskiego systemu monetarnego w stosunku do przejścia z Polskiej Rzeczypospolitej Ludowej w Rzeczpospolitą Polską, monety kolekcjonerskie III Rzeczypospolitej zaliczane są do jednej z dwóch grup:
- przeddenominacyjnych (1990–1994) albo
- podenominacyjnych (1995–).

Z formalnego punktu widzenia kolekcjonerskie monety podenominacyjne są prawnym środkiem płatniczym w Polsce. Ich każdorazowe wprowadzenie do obiegu legitymizują odpowiednie zarządzenia prezesa Narodowego Banku Polskiego publikowane w Monitorze Polskim.
W 1991 r. w Mennicy Państwowej wybito również pięć kolekcjonerskich monet próbnych III Rzeczypospolitej (z napisem „PRÓBA”) nieposiadających obiegowego statusu prawnego.

## Okres przed denominacją
Według jednego z katalogów ukazujących się na przełomie XX i XXI w. istnieje 66 monet kolekcjonerskich z lat 1990–1994, aczkolwiek 15 z nich, z rewersami poświęconymi: Tadeuszowi Kościuszce, Józefowi Piłsudskiemu i pomnikowi Fryderyka Chopina w Warszawskie, nie zostało wyprodukowanych na zlecenie Narodowego Banku Polskiego. Monety te wybiła prywatna firma w mennicy w Los Angeles. Do Polski trafiły dopiero w 1994 roku i rozprowadzane były przez PKO Bank Polski.
Według innego katalogu wydawanego w analogicznym okresie liczba monet kolekcjonerskich okresu przeddenominacyjnego III Rzeczypospolitej jest mniejsza o 5 pozycji, gdyż cztery odmiany srebrnej monety o średnicy 39 mm, masie 31,1 grama i nominale 100 000 złotych z 1990 r. Solidarność 1980–1990, jak również 100 000 złotych z 1994 r. wybite z okazji 50. rocznicy powstania warszawskiego, zaliczone zostały do monet okolicznościowych (obiegowych z wizerunkiem okolicznościowym).
W latach 1990–1994 najczęściej emitowanymi nominałami kolekcjonerskimi były: 100 000, 200 000 i 300 000 złotych, bite głównie w srebrze. W latach tych kontynuowano serie Żołnierz polski na frontach II wojny światowej oraz Zamki i pałace w Polsce, a rozpoczęto Zwierzęta Świata.
Dwie kolekcjonerskie monety tego okresu posiadały inny kształt niż okrągły. Były to bite stemplem lustrzanym:
- miedzioniklowe 50 000 złotych (200 lat Orderu Virtuti Militari, 1992) – w formie ośmiokąta foremnego oraz
- srebrne 300 000 złotych (70-lecia odrodzenia Banku Polskiego, 1994) – w formie siedmiokąta foremnego.

Wszystkim monetom kolekcjonerskim tego okresu bitym przez Mennicę Państwową towarzyszyły emisje w postaci prób niklowych.

### Spis monet
| 1990    | 13 | 14 |   | 1 | 9  | 10 |   | 7 | 27 |
| 1991    | 11 |    | 1 |   | 4  | 7  |   | 1 | 12 |
| 1992    | 7  |    | 1 | 1 | 1  | 6  |   |   | 8  |
| 1993    | 9  |    |   |   |    | 4  | 5 |   | 9  |
| 1994    | 10 |    |   |   | 1  | 5  | 3 | 1 | 10 |
| Łącznie | 50 | 14 | 2 | 2 | 15 | 32 | 8 | 9 | 66 |

## Okres po denominacji
Od 1995 Narodowy Bank Polski emituje corocznie monety kolekcjonerskie o nominale 10, 20 i 200 zł. Od 1997 regularnie emitowany jest nominał 100 zł, a od 2008 dodatkowo inne, w tym o nietypowych kształtach.
W 2010 roku została wprowadzona platforma aukcyjna „Kolekcjoner”, która wyłaniała cenę emisyjną w procesie licytacji. Dotychczas cenę ustalał bank centralny, a od tego roku wszystkie monety sprzedawane są w cenie ukształtowanej według ofert złożonych przez użytkowników. W 2011 został uruchomiony sklep „Kolekcjoner”, w którym emitent oferował kupno monet wyemitowanych przed wprowadzeniem systemu aukcyjnego oraz egzemplarzy niekupionych na aukcjach.

### Dodatki i zdobienia monet
Często celem uatrakcyjnienia monety (najczęściej srebrnej) poddaje się ją dodatkowym procesom, ozdabia się różnymi materiałami, bądź wybija w nietypowym kształcie. Pierwszy dodatek pojawił się w 2001 roku i był to bursztyn na monecie srebrnej Szlak Bursztynowy. Najczęściej pojawiającym się dodatkiem na monetach jest farba.
| Dodatki             | Dodatki              | Dodatki                                                  | Dodatki                                                                                       |
| Nazwa               | Pierwsze wystąpienie | Przykład monety                                          | Przykład zastosowania                                                                         |
| ------------------- | -------------------- | -------------------------------------------------------- | --------------------------------------------------------------------------------------------- |
| Bursztyn            | 2001                 | 20 zł Szlak Bursztynowy                                  | Inkrustowany w okrągłym kształcie.                                                            |
| Cyrkonia            | 2001                 | 20 zł Kolędnicy                                          | Inkrustowana w kształcie gwiazdy.                                                             |
| Szkło               | 2008                 | 10 zł 400-lecia polskiego osadnictwa w Ameryce Północnej | Rdzeń monety wykonany jest ze szkła oksydowanego.                                             |
| Ceramika            | 2002                 | 20 zł Zamek w Malborku                                   | W formie portalu z kaplicy św. Anny w Malborku.                                               |
| Emalia i tampondruk | 2002                 | Monety 20 złotych z serii Polscy Malarze XIX/XX wieku    | Różnokolorowe farby na palecie.                                                               |
| Hologram            | 2006                 | 20 zł Noc Świętojańska                                   | Postać kwiatu paproci                                                                         |
| Krzemień            | 2012                 | 20 zł Krzemionki Opatowskie                              | Inkrustowany w okrągłym kształcie.                                                            |
| Inne zdobienia      |                      |                                                          |                                                                                               |
| Nazwa               | Pierwsze wystąpienie | Przykład monety                                          | Przykład zastosowania                                                                         |
| Efekt kątowy        | 2001                 | 10 zł Rok 2001                                           | W zależności od kąta spojrzenia wyświetlany napis 2001, bądź strzałka.                        |
| Oksydowanie         | 2001                 | 20 zł Szlak Bursztynowy                                  | Moneta pokryta jest cienką warstwą tlenków, dzięki czemu nabiera matowej, ciemnoszarej barwy. |
| Kształt             | 2002                 | 20 zł Jan Paweł II – 25-lecie pontyfikatu                | Moneta jest w kształcie kwadratu zamiast okrągłego.                                           |
| Otwór               | 2008                 | 10 zł Igrzyska XXIX Olimpiady – Pekin 2008               | Moneta posiada w centralnej części kwadratowy otwór.                                          |
| Platerowanie        | 2004                 | 10 zł Igrzyska XXVIII Olimpiady – Ateny 2004             | Rdzeń awersu oraz pierścień rewersu pokryte są cienką warstwą złota                           |
| Polerowanie         | 2010                 | 10 zł Kłuszyn i Grunwald                                 | Fragment monety wypolerowany                                                                  |

### Liczba monet w danych latach
Poniższa tabela przedstawia liczbę wybitych monet kolekcjonerskich w poszczególnych latach z podziałem na srebrne i złote monety oraz z uwzględnieniem najpopularniejszych nominałów. Dane pochodzą z archiwalnych planów emisyjnych Narodowego Banku Polskiego.
| 1995    | 11  | 1   |   |   | 3   | 8  |    |    | 1  |    |   |    | 12  |
| 1996    | 9   | 2   |   |   | 5   | 4  |    |    | 2  |    |   |    | 11  |
| 1997    | 7   | 2   |   |   | 5   | 2  |    | 1  | 1  |    |   |    | 9   |
| 1998    | 10  | 3   |   |   | 7   | 3  |    | 1  | 2  |    |   |    | 13  |
| 1999    | 11  | 5   |   |   | 9   | 2  |    | 3  | 2  |    |   |    | 16  |
| 2000    | 10  | 6   | 1 |   | 8   | 2  |    | 3  | 4  |    |   |    | 17  |
| 2001    | 11  | 5   | 1 |   | 7   | 4  |    | 3  | 3  |    |   |    | 17  |
| 2002    | 9   | 4   |   |   | 6   | 3  |    | 3  | 1  |    |   |    | 13  |
| 2003    | 10  | 6   |   |   | 6   | 4  |    | 4  | 2  |    |   |    | 16  |
| 2004    | 14  | 5   |   |   | 9   | 5  |    | 2  | 3  |    |   |    | 19  |
| 2005    | 14  | 8   |   |   | 11  | 3  |    | 3  | 5  |    |   |    | 22  |
| 2006    | 13  | 5   |   |   | 9   | 4  |    | 2  | 3  |    |   |    | 18  |
| 2007    | 11  | 5   |   |   | 8   | 3  |    | 1  | 4  |    |   |    | 16  |
| 2008    | 13  | 9   |   |   | 9   | 4  | 1  | 2  | 6  |    |   |    | 22  |
| 2009    | 17  | 7   |   |   | 13  | 4  |    | 1  | 4  |    |   | 2  | 24  |
| 2010    | 16  | 6   |   |   | 12  | 4  |    | 2  | 2  |    |   | 2  | 22  |
| 2011    | 16  | 8   |   | 1 | 11  | 4  |    | 3  | 3  |    | 1 | 1  | 24  |
| 2012    | 15  | 5   |   |   | 11  | 4  |    | 1  | 3  | 1  |   |    | 20  |
| 2013    | 17  | 7   |   | 3 | 9   | 2  | 3  |    | 4  | 3  |   |    | 24  |
| 2014    | 17  | 7   |   |   | 9   | 4  | 3  | 1  | 3  | 4  |   |    | 24  |
| 2015    | 13  | 6   |   |   | 4   | 6  | 3  | 1  | 2  | 3  |   |    | 19  |
| 2016    | 15  | 7   |   | 2 | 8   | 3  | 2  | 2  | 3  | 2  |   |    | 22  |
| 2017    | 22  | 5   |   |   | 15  | 5  | 2  | 2  | 1  | 2  |   |    | 27  |
| 2018    | 15  | 6   |   |   | 9   | 2  | 1  | 2  | 2  | 1  |   | 2  | 21  |
| 2019    | 32  | 15  |   | 2 | 17  | 5  | 1  | 1  | 4  | 1  |   | 16 | 47  |
| Łącznie | 345 | 133 | 2 | 8 | 220 | 94 | 16 | 44 | 72 | 17 | 1 | 23 | 495 |